# Małgorzata Duńska
Małgorzata duńska (ur. 23 czerwca 1456, zm. przed 14 lipca 1486) – córka Chrystiana I Oldenburga, króla Danii (1448–1481), Norwegii (1450–1481) i Szwecji (1457–1464), i jego żony Doroty brandenburskiej.
Została zaręczona z Jakubem III Stewartem w 1460. Małżeństwo zostało zaaranżowane za radą króla Francji, aby zakończyć nieustanny konflikt (1426–60) między Danią i Szkocją w sprawie dochodów podatkowych z wysp Hebrydów. W lipcu 1469 (w wieku 13 lat), w opactwie Holyrood poślubiła Jakuba III, króla Szkotów (1460–88). Jej ojciec zgodził się na pokaźny posag. Kłopoty finansowe zmusiły go do dania zięciowi w zastaw Orkadów i Szetlandów do czasu spłacenia obiecanych kwot, co jednak nie nastąpiło i archipelagi przeszły pod panowanie Szkocji.
Portret królowej Małgorzaty, ukazanej w czepcu siodłowym, koronie i corset fendu – stroju noszonym przez królowe do XVI wieku, zachował się na skrzydle tryptyku św. Trójcy autorstwa Hugona van der Goes z lat 1473–1478.